# Бискайский залив
Биска́йский зали́в (исп. golfo de Vizcaya, фр. golfe de Gascogne, баск. Bizkaiko Golkoa, астур. Golfu de Bizkaia, галис. golfo de Biscaia, окс. golf de Gasconha, брет. Pleg-mor Gwaskogn) — часть Атлантического океана, расположенная к северу от Пиренейского полуострова, омывает берега Испании и Франции и простирается от Галисии до Бретани.
За 220 тыс. лет до н. э., во времена рисского оледенения, Бискайский залив был заморожен.
12 апреля 1970 года в Бискайском заливе потерпела аварию и затонула советская атомная подводная лодка К-8.

## Этимология
У древнеримских авторов упоминается как Галльское море по названию омываемой им Галлии (ныне территория Франции). Современное французское название — залив Гасконь (фр. Golfe de Gascogne) по историко-географической области Гасконь. В Испании известны названия Кантабрийское море (исп. Mare Cantabrico) по историко-географической области Кантабрия и залив Вискайя (исп. Golfo de Vizcaya) по названию приморской провинции Вискайя (Бискайя). От последнего названия русское традиционное Бискайский залив.

## География
Залив имеет примерно треугольную форму, общая площадь составляет 223 (194) тыс. км², длина 400 км, средняя глубина 1715 м, максимальная — 4735 (5120) м.
Северная часть французского берега скалиста, имеется несколько островов: Бель-Иль, Нуармутье, Ре, Олерон, Экс. К югу побережье выполаживается, его участки называются Серебряный берег и Берег басков. К берегу Пиренейского полуострова подступают Кантабрийские горы и он вновь становится скалистым и изрезанным. Континентальный шельф у берегов Бретани имеет ширину около 160 км, но к берегам Испании уменьшается до 65 км. Склоны шельфа изрезаны многочисленными подводными каньонами. За шельфом располагается довольно плоская Бискайская глубоководная равнина глубиной около 4550 м.
Впадающие реки: Гаронна и Дордонь (образующие эстуарий Жиронда), Луара, Адур, Бидасоа.

## Океанография
Приливы полусуточные, амплитудой до 6,7 м, которая уменьшается с севера на юг. В феврале в северной части залива вода имеет температуру 5—6 °C, в южной — 12—13 °C; в августе вода прогревается до 10 °C на севере и до 20—22 °C на юге. Солёность около 35 ‰.
Поверхностные течения определяются циркуляцией вод в Северной Атлантике и закручены по часовой стрелке. Часты штормы, особенно в зимний период — скорость ветров может превышать 113 км/ч. Из-за частых штормов Бискайский залив получил от моряков прозвище «Мешок бурь».

## Хозяйственное использование
Рыболовство (сардины, камбала), в неглубоких лагунах французского берега развит устричный промысел. Основные порты — Бордо, Брест, Нант, Ла-Рошель, Рошфор, Сен-Назер, Байонна (все — Франция), Сан-Себастьян, Бильбао, Сантандер, Хихон и Авилес (все — Испания).
Курорты: Ла Боль, Биарриц и Сен-Жан-де-Люз.